# Radiumcarbonat
Radiumcarbonat ist eine anorganische chemische Verbindung des Radiums aus der Gruppe der Carbonate und das Radiumsalz der Kohlensäure. Es ist ein hochradioaktives weißes Pulver mit potenziellen Anwendungen in der Medizin. Radium ist zudem das einzige Erdalkalimetall, welches als Carbonat ungeordnete Kristalle bildet. Radiumcarbonat ist in Wasser kaum löslich, in Mineralsäuren und konzentrierter Ammoniumcarbonatlösung besser.

## Gewinnung und Darstellung
Radiumcarbonat kann hergestellt werden, indem Radiumsulfat bei 85 °C in konzentrierter Natriumcarbonatlösung gelöst wird. Aufgrund der geringen Löslichkeit von Radiumcarbonat bildet sich ein weißer Niederschlag (Radiumcarbonat). Die Gleichung lautet wie folgt:
{\displaystyle \mathrm {RaSO_{4}(aq)} \longrightarrow \mathrm {Ra} ^{\,2+}+\mathrm {SO_{4}} ^{\,2-}}
{\displaystyle \mathrm {Ra} ^{\,2+}+\mathrm {CO_{3}} ^{\,2-}\longrightarrow \mathrm {RaCO_{3}(s)} }

## Eigenschaften
Radiumcarbonat ist ein weißer Feststoff, der praktisch unlöslich in Wasser ist. Er besitzt eine orthorhombische Kristallstruktur mit der Raumgruppe Pcmn (Raumgruppen-Nr. 62, Stellung 4).

## Verwendung
Radiumcarbonat kann verwendet werden, um andere Radiumsalze wie z. B. Radiumnitrat herzustellen:
{\displaystyle {\ce {RaCO3 + 2 HNO3 -> Ra(NO3)2 + H2O + CO2}}}